# Centrum Sztuki Współczesnej Zamek Ujazdowski
Centrum Sztuki Współczesnej Zamek Ujazdowski – instytucja kultury w Warszawie powołana w 1985 roku, której siedzibą jest budynek Zamku Ujazdowskiego.
Zajmuje się tworzeniem, wystawianiem i dokumentowaniem współczesnej sztuki polskiej oraz zagranicznej.

## Dyrektorzy
- Witold Bobiński (1985−1986)[1][2]
- Jan Karczewski (1986–1988)[3]
- Michał Matuszyn (1988–1990)[4]
- Wojciech Krukowski (1990−2010)[5]
- Fabio Cavallucci(inne języki) (2010−2014)[6][7]
- Małgorzata Ludwisiak[8] (2014−2019)[9]
- Piotr Bernatowicz[10][11] (2020−2024)[12][13][14]
- Kamila Bondar (2024−2025, p.o.)[15]
- Anna Łazar (od 1 kwietnia 2025)[16][17][18][19]

## Międzynarodowa Kolekcja Sztuki Współczesnej
W latach 1992, 1994 i 1996/1997 były wystawiane trzy kolejne częściowe edycje Międzynarodowej Kolekcji Sztuki Współczesnej. 20 grudnia 2002 roku została otwarta pełna wersja tej kolekcji, która z czasem ma być uzupełniana o kolejne dzieła.
Jej zawartość stanowią prawie całkowicie prace z niemal 600 wystaw, które miały miejsce w CSW od 1990 roku. W skład kolekcji wchodzi około 100 prac następujących artystów:

- Magdalena Abakanowicz
- Paweł Althamer
- Eric Andersen
- Janusz Bałdyga
- Mirosław Bałka
- Wojciech Bąkowski
- Krzysztof Bednarski
- Jerzy Bereś
- Christian Boltanski
- Włodzimierz Borowski
- George Brecht
- Wojciech Bruszewski
- Tomasz Ciecierski
- Matt Collishaw
- Atilla Csorgo
- Zbigniew Dłubak
- Andrzej Dłużniewski
- Stanisław Dróżdż
- Edward Dwurnik
- Wojciech Fangor
- Stefan Gierowski
- Zbigniew Gostomski
- Maurycy Gomulicki
- Katarzyna Górna
- Izabella Gustowska
- Lynn Hershman
- Jenny Holzer
- IRWIN
- Zuzanna Janin
- Piotr Jaros
- Zdzisław Jurkiewicz
- Kōji Kamoji
- Ilja Kabakow
- Jerzy Kałucki
- Marek Kijewski
- Joseph Kosuth
- Piotr Kowalski
- Jarosław Kozłowski
- Katarzyna Kozyra
- Edward Krasiński
- Barbara Kruger
- Zofia Kulik
- Oleg Kulik
- Paweł Kwiek
- Natalia LL
- Dominik Lejman
- Norman Leto
- Zbigniew Libera
- Richard Long
- Hanna Łuczak
- Marcin Maciejowski
- Robert Maciejuk
- Jarosław Modzelewski
- Teresa Murak
- David Nash
- Roman Opałka
- Tony Oursler
- Denis Oppenheim
- Michelangelo Pistoletto
- Wojciech Prażmowski
- Mariola Przyjemska
- Karol Radziszewski
- Joanna Rajkowska
- Józef Robakowski
- Ursula von Rydingsvard
- Wilhelm Sasnal
- Mikołaj Smoczyński
- Marek Sobczyk
- Daniel Spoerri
- Henryk Stażewski
- Andrzej Szewczyk
- Leon Tarasewicz
- Zbigniew Warpechowski
- Lawrence Weiner
- Emmet Williams
- Ryszard Winiarski
- Krzysztof Wodiczko
- Krzysztof Zarębski
- Monika Zawadzki
- Artur Żmijewski

## Związani z Centrum Sztuki Współczesnej Zamek Ujazdowski[20]
- Wojciech Krukowski
- Jarosław Kozłowski
- Milada Ślizińska
- Piotr Rypson
- Adam Szymczyk
- Maria Anna Potocka
- Ryszard Ziarkiewicz
- Jarosław Suchan
- Marek Grygiel
- Grzegorz Borkowski
- Krzysztof Wojciechowski (zm. 2020)
- Ewa Mikina (zm. 2012)
- Paweł Polit
- Janusz Byszewski
- Janusz Marek
- Joanna Rentowska (zm. 2021)
- Małgorzata Matuszewska
- Maria Parczewska
- Maria Brewińska
- Marek Goździewski
- Ewa Gorządek
- Łukasz Ronduda
- Stach Szabłowski
- Adam Mazur

## „Obieg” i „Artmix”
CSW Zamek Ujazdowski jest wydawcą polskiego czasopisma o sztuce współczesnej „Obieg”, które ukazuje się od 1987 roku. Od 2004 czasopismo posiada również portal internetowy o tym samym tytule. Redaktorem naczelnym w latach 2020–2024 był Piotr Bernatowicz. Wcześniej funkcję tę pełnili: w latach 1990–1994 Piotr Rypson, w latach 1994–2004; 2011–2015 Grzegorz Borkowski, w latach 2004–2011 Adam Mazur, a Krzysztof Gutfrański w latach 2015–2020. 
Z pismem w wersji papierowej i internetowej latach 2004–2015 związani byli m.in.: Grzegorz Borkowski, Marcin Krasny, Adam Mazur, Aleksandra Polisiewicz, Jakub Banasiak, Jan Koźbiel, Sabina Winkler-Sokołowska. 
Jednym ze stałych działów czasopisma „Obieg” w latach 2004–2015 był portal „Artmix” – istniejące do 2006 roku pod takim tytułem odrębne pismo internetowe o sztuce współczesnej, którego redaktorkami-inicjatorkami były: Magdalena Ujma i Izabela Kowalczyk. Do „Artmixu” pisali m.in.: Monika Bakke, Bogna Burska, Alicja Bielawska, Jolanta Brach-Czaina, Sebastian Cichocki, Dominika Dzido, Łukasz Guzek, Elżbieta Jabłońska, Agata Jakubowska, Wojciech Kozłowski, Paweł Leszkowicz, Anna Markowska, Anna Nacher, Łukasz Ronduda, Justyna Ryczek, Ewa Toniak, Magdalena Ujma, Urszula Usakowska-Wolff. 

## Siedziba Sekcji Polskiej AICA
Centrum Sztuki Współczesnej Zamek Ujazdowski jest siedzibą Sekcji Polskiej Międzynarodowego Stowarzyszenia Krytyków Sztuki AICA.